# SOAR
Trong an ninh mạng, SOAR (tiếng Anh: Security Orchestration, Automation and Response) là một giải pháp thu thập dữ liệu về các mối đe dọa bảo mật và chống lại các cuộc tấn công bảo mật nhỏ mà không cần sự sự giúp đỡ, điều khiển của con người. Mục dịch của SOAR là nâng cao hiệu quả của các hoạt động bảo mật. Thuật ngữ SOAR được công ty nghiên cứu Gartner tạo ra, được áp dụng cho các sản phẩm và dịch vụ giúp xác định, ưu tiên, tiêu chuẩn hóa và tự động hóa các chức năng ứng phó sự cố.